# Aksai Chin
Aksai Chin, també Aksayqin, Akesaiqin o Akesai Qin (en hindi: अक्साई चिन, en xinès simplificat: 阿克赛钦, en xinès tradicional: 阿克賽欽, Hanyu pinyin: Ākèsàiqīn) és una regió situada en la unió entre les fronteres de la República Popular de la Xina, el Pakistan i de l'Índia. Està administrada per la Xina i reclamada per l'Índia. Aksai Chin és una de les principals disputes frontereres entre l'Índia i la Xina (l'altra és Arunachal Pradesh). Aksai Chin està administrada actualment per la Xina, la major part, com a part del Govern de Hotan, en la Regió Autònoma Uigur del Xinjiang. L'Índia reclama la zona com a part del districte de Ladakh dins l'estat de Jammu i Caixmir. Ambdues parts han acordat respectar la línia de control actual.
Aksai Chin (que significa 'desert de les pedres blanques') és un enorme desert de sal. La zona és també coneguda com la Plana de Soda, i està pràcticament deshabitada. És d'extraordinària importància estratègica per a la Xina. El descobriment per part de l'Índia d'una carretera construïda per la Xina en el territori (carretera nacional xinesa 219) que uneix les províncies del Tibet i Xinjiang, passant pel poble de Tianshuihai, el major del territori, amb 1.600 habitants fou una de les principals raons de la guerra sino-índia de 1962 que va tenir lloc a la frontera de l'Índia amb la Xina a l'est de Bhutan i a Aksai Chin, a l'oest del Nepal, però l'Índia va ser derrotada i des d'aleshores Nehru realitzà una política de bons veïnats.